# هيروشي ناكادا
هيروشي ناكادا (باليابانية: 中田宏؛ بالكانا: なかだ ひろし) هو سياسي ياباني، ولد في 20 سبتمبر 1964 في اليابان. حزبياً، نشط في حزب الآفاق الجديدة. وقد انتخب عضو مجلس النواب من اليابان.

## وصلات خارجية
- الموقع الرسمي